# Lexikon der Antike
Das Lexikon der Antike ist eines der meistverbreiteten Lexika zur Klassischen Antike im deutschsprachigen Raum.

## Geschichte und Beschreibung
Das Lexikon der Antike war eines der ersten Großprojekte, das im 1969 neu geschaffenen Zentralinstitut für Alte Geschichte und Archäologie der Akademie der Wissenschaften der DDR realisiert wurde. Es wurde vom Gräzisten Johannes Irmscher in Verbindung mit Renate Johne herausgegeben, wobei die redaktionelle Arbeit vor allem in Johnes Händen lag. Für das Lexikon wurde nahezu die komplette Kompetenz der Altertumswissenschaftler der DDR vereint. Die 112 Autoren kamen abgesehen von Hildegard Waldner-Boková aus der Akademie, den Universitäten oder den Museen der DDR. Das mehr als siebenhundertseitige Lexikon erlebte seit seiner Erstauflage 1971 bis 1990 allein in der DDR zehn Auflagen beim Bibliographischen Institut in Leipzig. Hinzu kommen Lizenzausgaben im westdeutschen Heyne Verlag als Das grosse Lexikon der Antike in mehreren Auflagen seit 1974, im Fourier-Verlag in Wiesbaden sowie in acht Auflagen im Bindlacher Gondrom-Verlag. Zudem wurde das Lexikon ins Estnische übersetzt und 1985 in zweiter Auflage als Antiigileksikon im Tallinner Valgus-Verlag veröffentlicht. Bislang letztmals wurde das Lexikon 1994 in Taschenbuchform bei Heyne verlegt. Daneben gibt es das Lexikon als elektronische Ressource bei Directmedia Publishing (Digitale Bibliothek, Band 18), wo es zwischen 1999 und 2004 drei Auflagen erfuhr.
Der Inhalt des Lexikons besteht aus mehreren Tausend zumeist kurz gehaltenen Artikeln. Hinzu kommen 600 Zeichnungen und 200 Abbildungen auf 54 Bildtafeln. Ergänzt wird das Werk durch einen Anhang mit genealogischen Tafeln der griechischen Mythologie sowie der römischen Herrscherdynastien und Herrscherlisten der hellenistischen Regenten und der römischen Kaiser. Die Kurzbibliografie umfasst vor allem ältere Literatur und Werke von DDR-Autoren. Inhaltlich umfasst das Lexikon alle Fachgebiete der Altertumswissenschaften, die Klassische Philologie, die Alte Geschichte, die Klassische Archäologie sowie Nachbar- und Hilfswissenschaften wie Epigraphik, Numismatik, Papyrologie, Rechtsgeschichte, Philosophie und Religionsgeschichte. Hinzu kommt die Rezeptionsgeschichte, die in vielen vergleichbaren Werken zumeist keine Beachtung findet. Randgebiete, etwa die Altorientalistik, die Vorderasiatische Archäologie, die Ägyptologie, die Ur- und Frühgeschichte oder die Keltologie fanden nur begrenzten Niederschlag im Lexikon. Die Artikel orientieren sich an der marxistischen Lehre, dem historischen Materialismus, sind aber im Allgemeinen nicht dogmatisch. In verschiedenen Auflagen lässt sich die wechselnde Einstellung der DDR-Althistorie zu bestimmten ideologisch wichtigen Stichworten, etwa beim mehrfach veränderten Artikel zur Sklaverei, beobachten und ist somit selbst zu einem historischen Dokument geworden.
Am Lexikon der Antike orientierten sich weitere ähnliche Lexika der Akademie der Wissenschaften der DDR, so das Lexikon der Renaissance und das Lexikon Alter Orient, wobei letzteres nicht von einer großen Fachredaktion, sondern nur von vier Fachautoren verfasst wurde.

## Mitarbeiterverzeichnis
| - Bernd Barschel - Ilse Becher - Heinz Berthold - Gabriele Bockisch - Emilie Boer - Herbert Boge - Burkhard Böttger - Jochen Bruß - Herbert Crüger - Hans-Joachim Diesner - Hans Ditten - Mauritz Dittrich - Bernhard Döhle - Jürgen Dummer - Dietrich Ebener - Joachim Ebert - Hannelore Edelmann - Arne Effenberger - Eberhard Erxleben - Wilfried Fiedler - Hagen Fischer - Siegfried Fischer - Heinz Geiß - Günther Glockmann - Gudrun Gomolka-Fuchs - Roland Gründel - Rigobert Günther - Günter Gurst | - Günther Christian Hansen - Georg Harig - Gottfried Härtel - Wieland Held - Hadwig Helms - Gerald Heres - Friederike Heubner - Erhard Hirsch - Liselot Huchthausen - Johannes Irmscher - Armin Jähne - Klaus-Peter Johne - Renate Johne - Fritz Jürß - Helmut Kalex - Wolfgang Kirsch - Hannelore Kischkewitz - Lothar Kleine - Horst Klengel - Jutta Kollesch-Harig - Helga Köpstein - Hans Kortum - Rainer Kößling - Heinz Kothe - Heinz Kreißig - Joachim Krueger - Bruno Krüger - Hans Krummrey | - Heinz Kühne - Friedmar Kühnert - Cornelia Lehmann - Albert Lindner - Detlef Lotze - Jörg Milbradt - Reimar Müller - Wolfgang Müller - Diethard Nickel - Manfred Oppermann - Franz Paschke - Eberhard Paul - Gerhard Perl - Leiva Petersen - Günther Poethke - Heiner Protzmann - Dankwart Rahnenführer - Eberhard Rechenberg - Helga Reusch - Lukas Richter - Wolfgang Richter - Martin Robbe - Ilse Rochow - Detlef Rößler - Kurt Rudolph - Werner Rudolph - Wolfgang Schindler - Ernst Günther Schmidt | - Johannes Schneider - Edith Schönert-Geiß - Rudolf Schottlaender - Wolfgang Schreier - Gerhard Schrot - Heinz Schulz-Falkenthal - Wolfgang Seyfarth - Heinrich Simon - Marie Simon - Matthias Springer - Gotthard Strohmaier - Irene Strube - Kurt Treu - Ursula Treu - Winfried Trillitsch - Herbert Ullrich - Klaus Wachtel - Hildegard Waldner-Boková - Nikolaus Walter - Volker Weber - Helmut Wilsdorf - Friedhelm Winkelmann - Ursula Winter - Peter Witzmann - Hans Wußing - Christa Zimmermann - Hans-Dieter Zimmermann - Konrad Zimmermann |